# Torkkelinmäki
Torkkelinmäki, en suédois Torkelsbacken est une section du quartier de Kallio de la municipalité d'Helsinki, capitale de la Finlande. 

## Présentation
C'est l'une des plus petites sections avec seulement 26 hectares. Elle fait partie du quartier ouvrier de Kallio, dont elle constitue la partie la plus élevée (et traditionnellement la plus huppée). 
L'habitat est principalement constitué d'immeubles construits dans la deuxième moitié des années 1920 et bordés par des rues arborées. Le quartier est bien desservi par les transports publics, notamment le tramway et le métro, la station de métro Sörnainen se situant en bordure orientale du quartier.
Une de ses principales curiosités est d'être l'unité administrative la plus densément peuplée de Finlande, à près de 26 000 habitants au km², une densité comparable à celle de Manhattan.

## Galerie

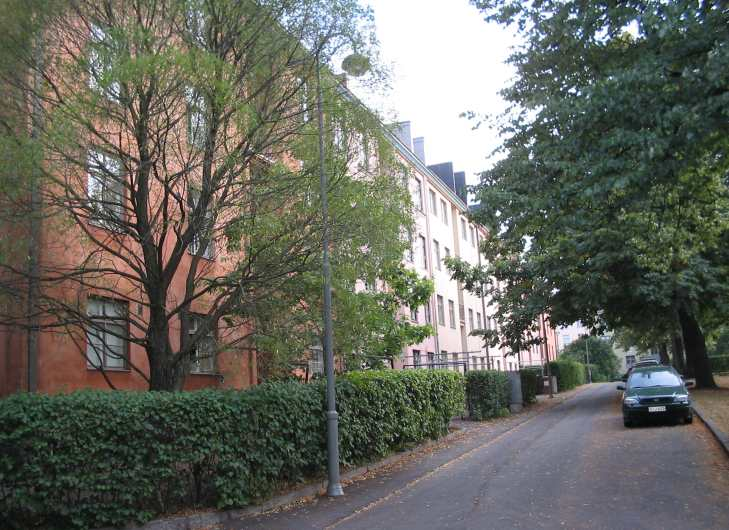
La ruelle Torkkelinkuja.
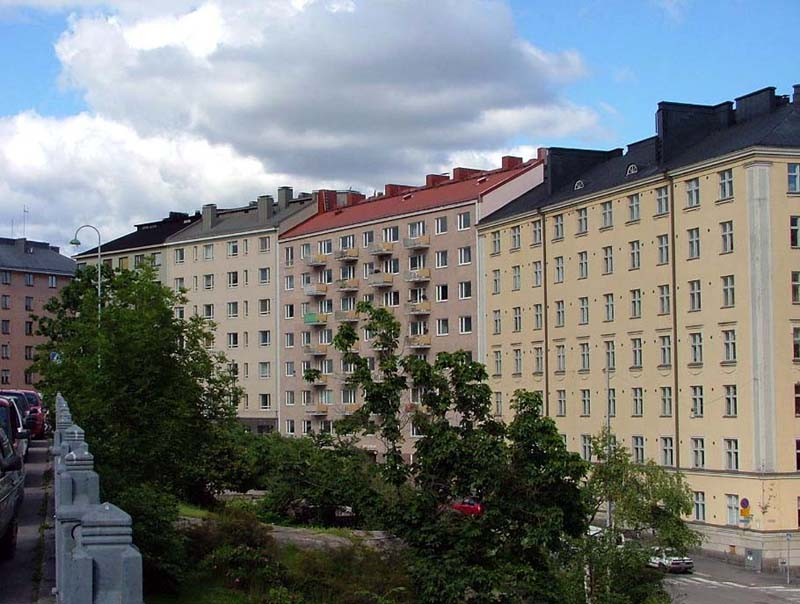
La rue Pengerkatu.
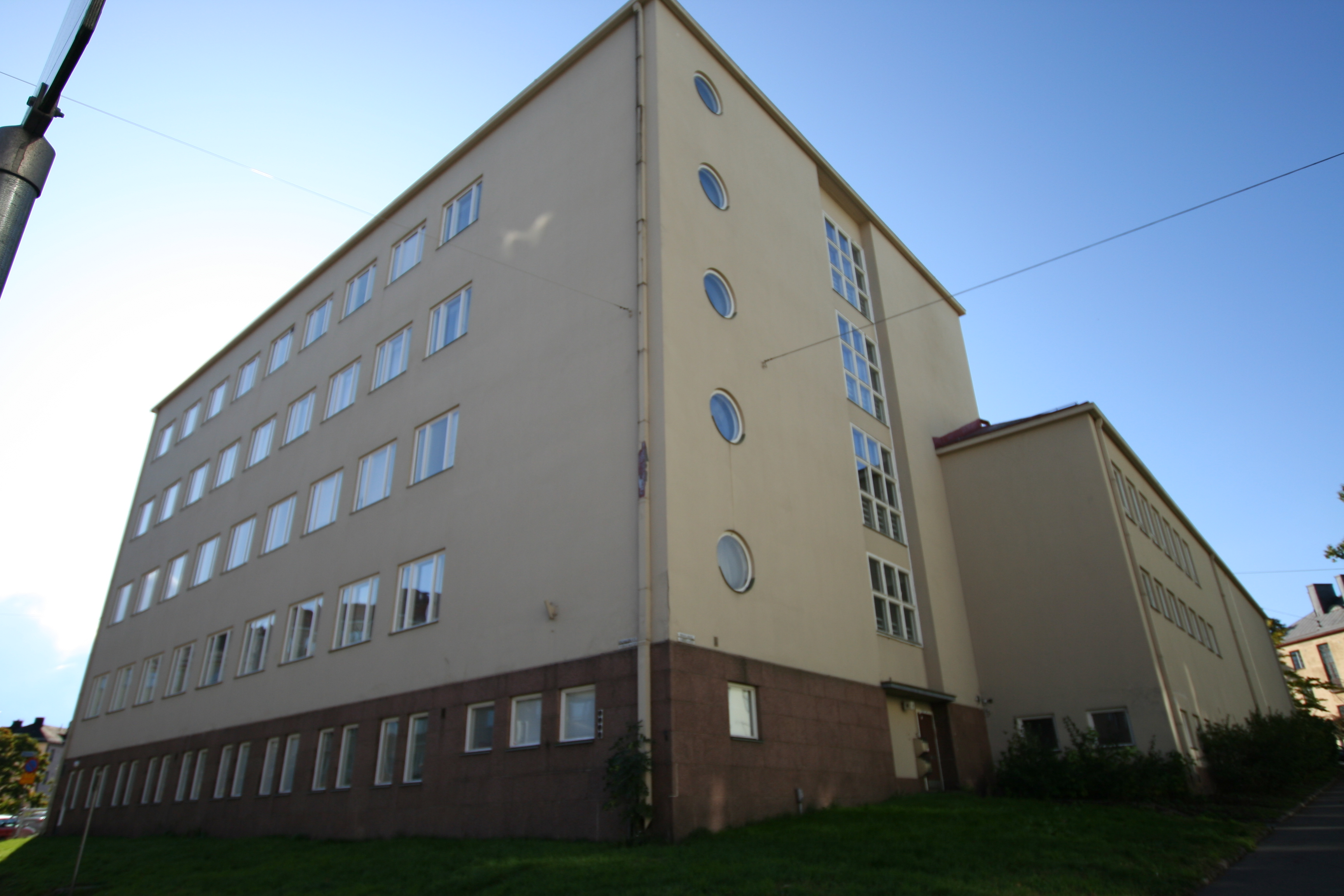
Lycée des arts visuels d'Helsinki
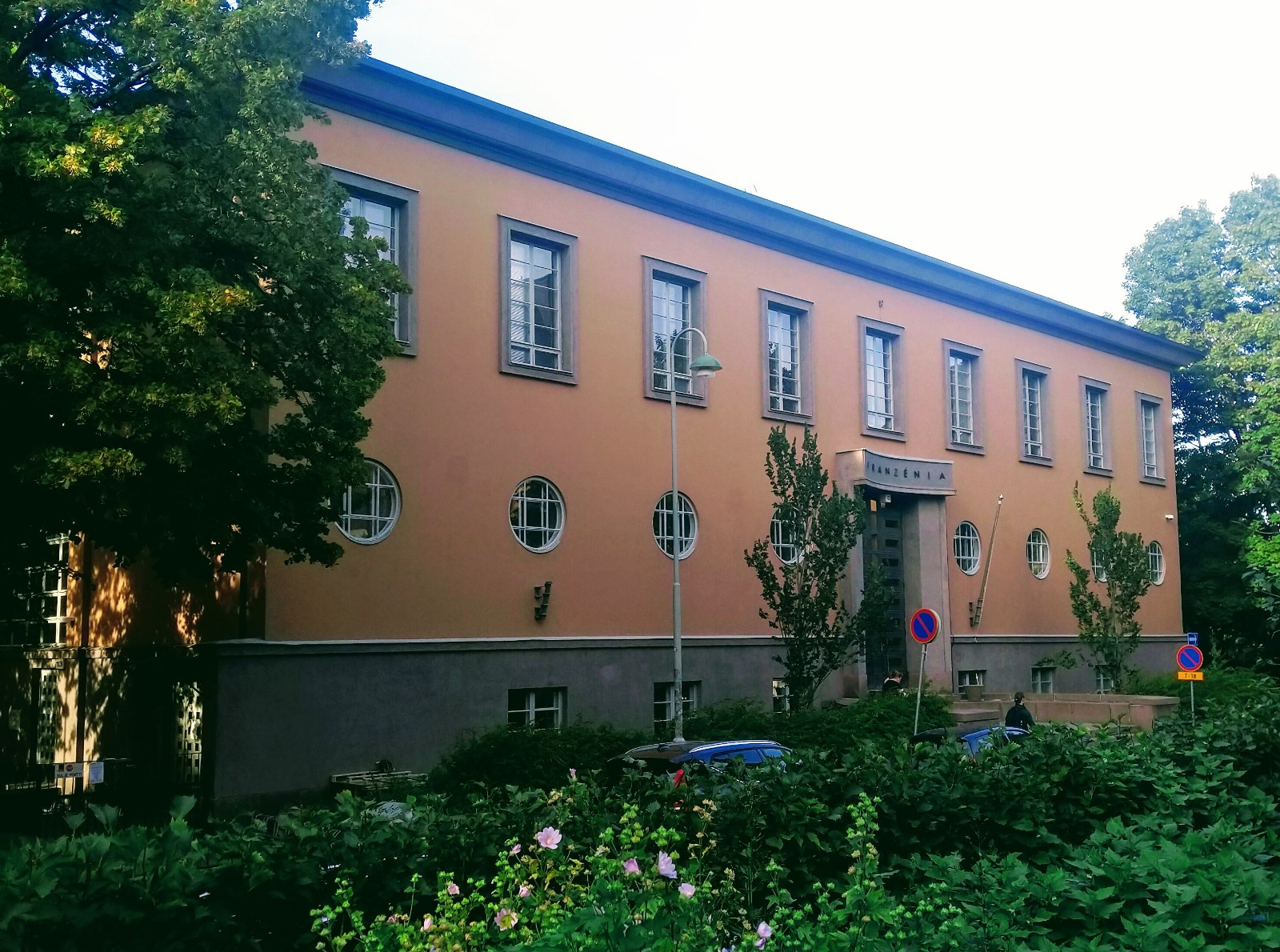
Franzénia
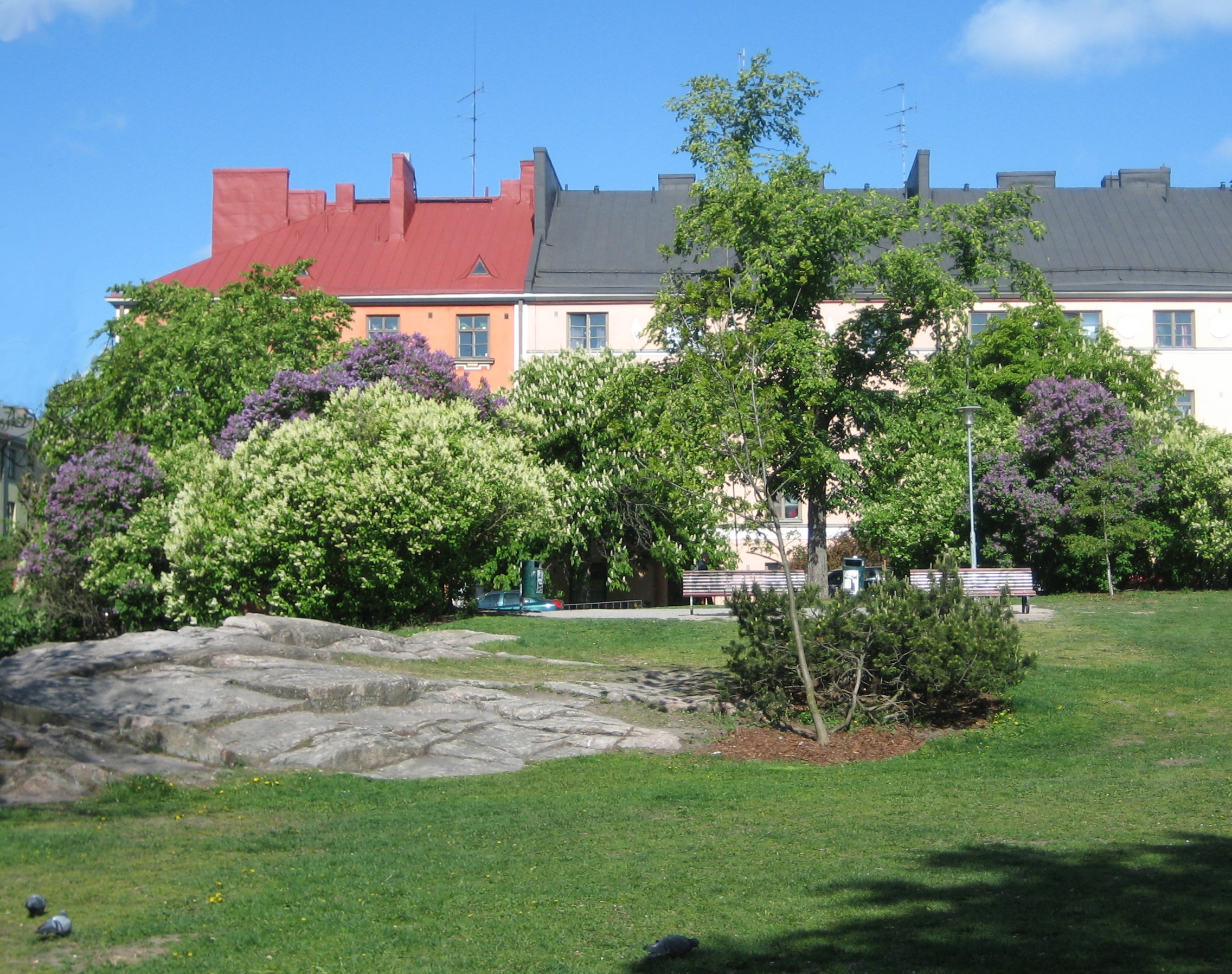
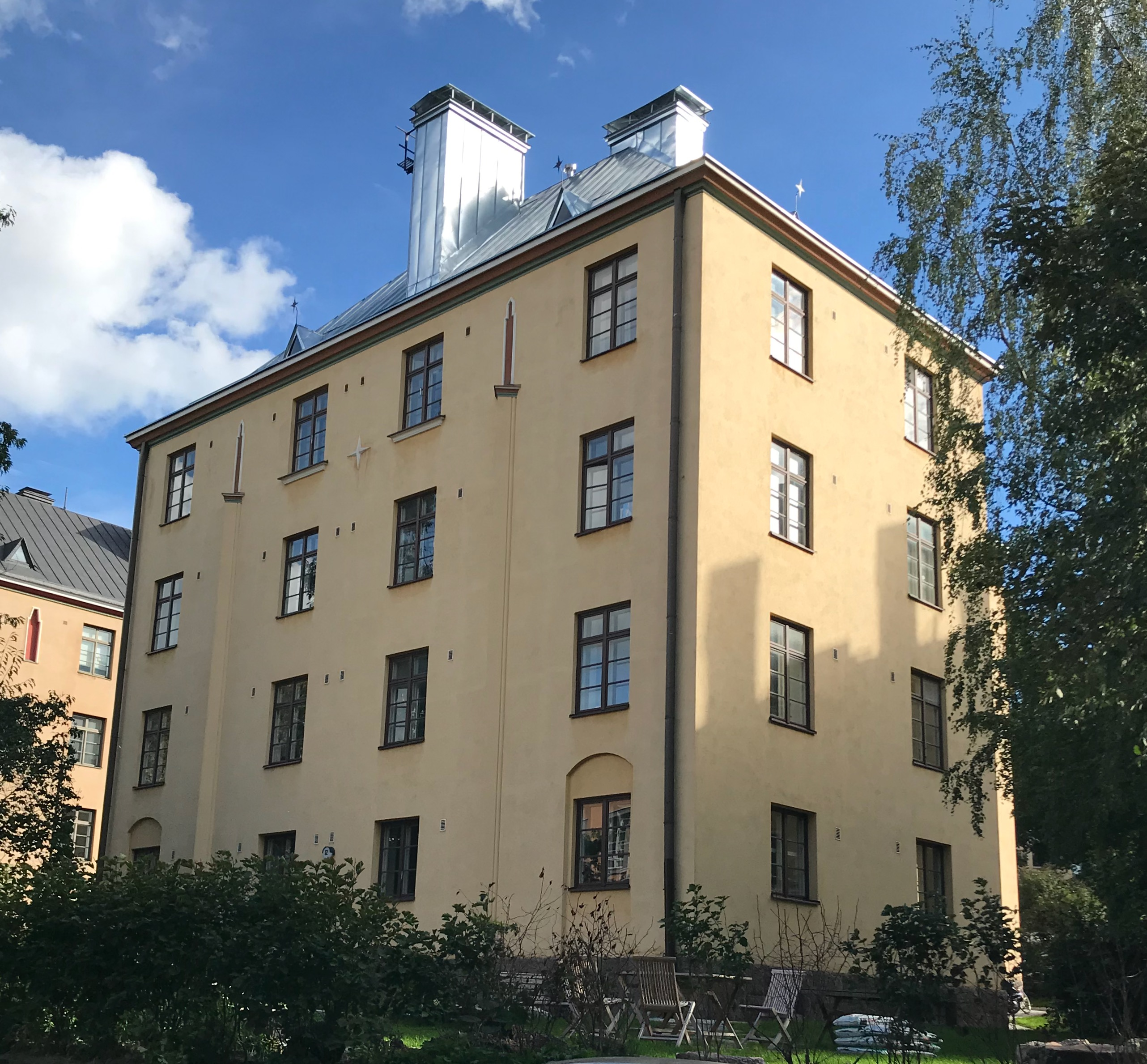
Franzéninkatu 12.
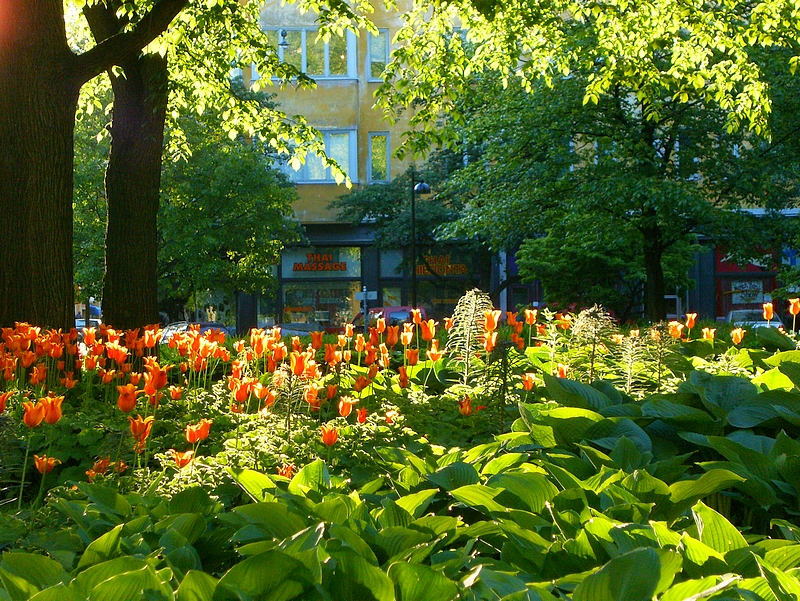
Harjutori.
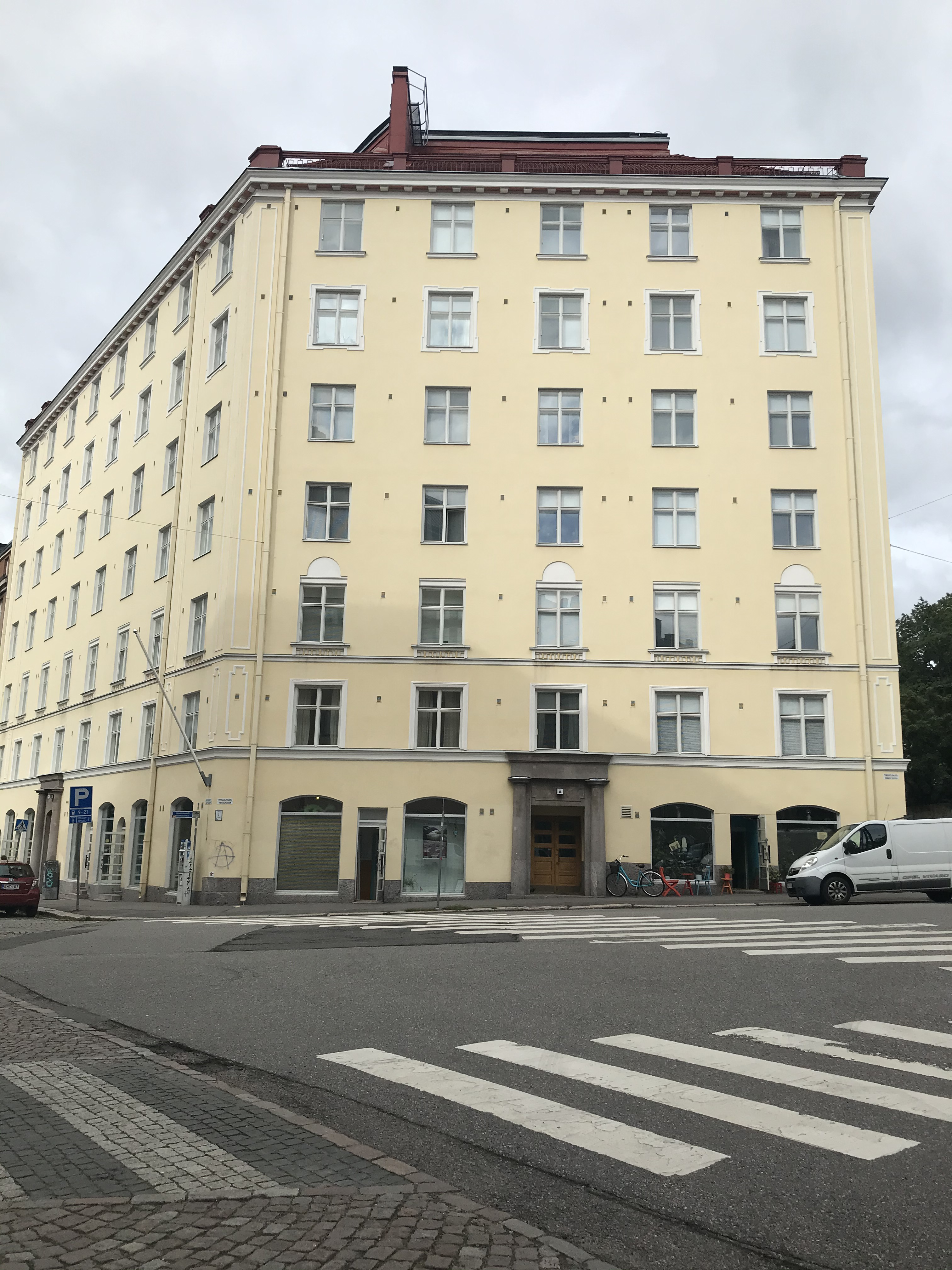
Agricolankatu 5.

## Source
- (en) Présentation du district de Kallio en 2005